# کاله (بابلسر)
کاله، روستایی از توابع بخش بهنمیر شهرستان بابلسر در استان مازندران ایران است.

## جمعیت
این روستا در دهستان بهنمیر قرار داشته و براساس آخرین سرشماری مرکز آمار ایران که در سال ۱۳۸۵ صورت گرفته، جمعیت آن ۱۶۰۰نفر (۴۲۶خانوار) بوده‌است.